# Franck Junillon
Franck Junillon (født 28. november 1978 i Montpellier, Frankrig) er en fransk håndboldspiller, der til dagligt spiller for den tyske Bundesligaklub MT Melsungen. Han skiftede til klubben i 2008, efter at have spillet 11 år i den franske klub Montpellier HB i sin fødeby. Junillon benyttes på banen både som venstre back og playmaker.
Med Montpellier HB nåede Junillon at vinde hele 7 franske mesterskaber.

## Landshold
Junillon debuterede på det franske landshold i 2002, og har siden da været med til at vinde både bronze ved VM i Tunesien 2005 og guld ved VM i Kroatien i 2009.